# Coppa Davis 2014 Zona Asia/Oceania Gruppo IV
Il Gruppo IV della Zona Asia/Oceania (Asia/Oceania Zone) è il quarto e ultimo livello di competizione della zona Asia/Oceania, una delle tre divisioni zonali della Coppa Davis 2014. I due vincitori sono ammessi al Gruppo II della Coppa Davis 2015.
La zona Asia/Oceania è l'unica fra le tre suddivisioni zonali ad essere organizzata in quattro gruppi.

## Nazioni partecipanti
- Arabia Saudita
- Bahrein
- Bangladesh
- Comunità del Pacifico
- Giordania

- Iraq
- Kirghizistan
- Mongolia
- Oman
- Qatar

## Formula
Le dieci nazioni partecipanti vengono suddivise in due gironi da cinque squadre, in cui ciascuna squadra affronta le altre incluse nel proprio girone (Pool). Le prime due in classifica di ciascun girone si qualificano allo spareggio finale, da cui le due nazioni vincenti vengono promosse al Gruppo III.

## Pool
- Sede: Enghelab Sport Complex, Teheran, Iran (Terra rossa, Outdoor)
- Periodo: 9-14 giugno 2014

|   | Pool A (Dettagli)       | Comunità del Pacifico (bandiera) | Giordania (bandiera) | Bangladesh (bandiera) | Iraq (bandiera) | Kirghizistan (bandiera) |   |                      | Pool B (Dettagli) | Arabia Saudita (bandiera) | Qatar (bandiera) | Mongolia (bandiera) | Bahrein (bandiera) | Oman (bandiera) |
| 1 | Com. del Pacifico (4-0) |                                  | 3-0                  | 2-1                   | 2-1             | 3-0                     | 1 | Arabia Saudita (4-0) |                   | 2-1                       | 2-1              | 2-1                 | 3-0                |                 |
| 2 | Giordania (3-1)         | 0-3                              |                      | 3-0                   | 2-1             | 3-0                     | 2 | Qatar (3-1)          | 1-2               |                           | 3-0              | 3-0                 | 3-0                |                 |
| 3 | Bangladesh (2-2)        | 1-2                              | 0-3                  |                       | 3-0             | 3-0                     | 3 | Mongolia (2-2)       | 1-2               | 0-3                       |                  | 2-1                 | 3-0                |                 |
| 4 | Iraq (1-3)              | 1-2                              | 1-2                  | 0-3                   |                 | 3-0                     | 4 | Bahrein (1-3)        | 1-2               | 0-3                       | 1-2              |                     | 3-0                |                 |
| 5 | Kirghizistan (0-4)      | 0-3                              | 0-3                  | 0-3                   | 0-3             |                         | 5 | Oman (0-4)           | 0-3               | 0-3                       | 0-3              | 0-3                 |                    |                 |

### Spareggi promozione
| Comunità del Pacifico 1 | Enghelab Sport Complex, Teheran, Iran 14 giugno 2014 Terra rossa (outdoor) | Enghelab Sport Complex, Teheran, Iran 14 giugno 2014 Terra rossa (outdoor) | Qatar 2 |     |   |  |
| \| \| \| \| 1 \| 2 \| 3 \| \| \| - \| \| ------------------------------------------------------------------ \| --- \| --- \| - \| \| \| 1 \| \| Aymeric Mara Jabor Mohammed Ali Mutawa \| 3 6 \| 3 6 \| \| \| \| 2 \| \| Juan Sebastien Langton Mubarak Al Harrasi \| 1 6 \| 2 6 \| \| \| \| 3 \| \| Gilles De Gouy / Daniel Llarenas Ali Al-Saygh / Mousa Shanan Zayed \| 6 3 \| 7 5 \| \| \| |                                                                            |                                                                            |         |     |   |  |
| |                                                                            |                                                                            | 1       | 2   | 3 |  |
| 1 | Comunità del Pacifico (bandiera) · Qatar (bandiera)                        | Aymeric Mara Jabor Mohammed Ali Mutawa                                     | 3 6     | 3 6 |   |  |
| 2 | Comunità del Pacifico (bandiera) · Qatar (bandiera)                        | Juan Sebastien Langton Mubarak Al Harrasi                                  | 1 6     | 2 6 |   |  |
| 3 | Comunità del Pacifico (bandiera) · Qatar (bandiera)                        | Gilles De Gouy / Daniel Llarenas Ali Al-Saygh / Mousa Shanan Zayed         | 6 3     | 7 5 |   |  |

| Giordania 0 | Enghelab Sport Complex, Teheran, Iran 14 giugno 2014 Terra rossa (outdoor) | Enghelab Sport Complex, Teheran, Iran 14 giugno 2014 Terra rossa (outdoor) | Arabia Saudita 2 |     |   |             |
| \| \| \| \| 1 \| 2 \| 3 \| \| \| - \| \| -------------------------------------------------------------------------- \| --- \| --- \| - \| ----------- \| \| 1 \| \| Mousa Alkotop Fahad Al Saad \| 2 6 \| 3 6 \| \| \| \| 2 \| \| Ahmed Alhadid Ammar Alhaqbani \| 2 6 \| 6 7 \| \| \| \| 3 \| \| Hamzeh Al-Aswad / Mousa Alkotop Mohammed Alsoughayer / Abdulmalek Burasais \| \| \| \| non giocato \| |                                                                            |                                                                            |                  |     |   |             |
| |                                                                            |                                                                            | 1                | 2   | 3 |             |
| 1 | Giordania (bandiera) · Arabia Saudita (bandiera)                           | Mousa Alkotop Fahad Al Saad                                                | 2 6              | 3 6 |   |             |
| 2 | Giordania (bandiera) · Arabia Saudita (bandiera)                           | Ahmed Alhadid Ammar Alhaqbani                                              | 2 6              | 6 7 |   |             |
| 3 | Giordania (bandiera) · Arabia Saudita (bandiera)                           | Hamzeh Al-Aswad / Mousa Alkotop Mohammed Alsoughayer / Abdulmalek Burasais |                  |     |   | non giocato |

### Spareggio V-VI posto
| Bangladesh 2 | Enghelab Sport Complex, Teheran, Iran 14 giugno 2014 Terra rossa (outdoor) | Enghelab Sport Complex, Teheran, Iran 14 giugno 2014 Terra rossa (outdoor) | Mongolia 1 |      |     |  |
| \| \| \| \| 1 \| 2 \| 3 \| \| \| - \| \| ------------------------------------------------------------------------- \| --- \| ---- \| --- \| \| \| 1 \| \| Ranjan Ram Munkhbaatar Badrakh \| 5 7 \| 7 63 \| 3 6 \| \| \| 2 \| \| Sree-Amol Roy Baatar Oyunbat \| 6 2 \| 6 1 \| \| \| \| 3 \| \| Henry Prithul Mondol / Sree-Amol Roy Munkhbaatar Badrakh / Baatar Oyunbat \| 6 3 \| 6 4 \| \| \| |                                                                            |                                                                            |            |      |     |  |
| |                                                                            |                                                                            | 1          | 2    | 3   |  |
| 1 | Bangladesh (bandiera) · Mongolia (bandiera)                                | Ranjan Ram Munkhbaatar Badrakh                                             | 5 7        | 7 63 | 3 6 |  |
| 2 | Bangladesh (bandiera) · Mongolia (bandiera)                                | Sree-Amol Roy Baatar Oyunbat                                               | 6 2        | 6 1  |     |  |
| 3 | Bangladesh (bandiera) · Mongolia (bandiera)                                | Henry Prithul Mondol / Sree-Amol Roy Munkhbaatar Badrakh / Baatar Oyunbat  | 6 3        | 6 4  |     |  |

### Spareggio VII-VIII posto
| Iraq 2 | Enghelab Sport Complex, Teheran, Iran 14 giugno 2014 Terra rossa (outdoor) | Enghelab Sport Complex, Teheran, Iran 14 giugno 2014 Terra rossa (outdoor)             | Bahrein 1 |     |     |  |
| \| \| \| \| 1 \| 2 \| 3 \| \| \| - \| \| -------------------------------------------------------------------------------------- \| --- \| --- \| --- \| \| \| 1 \| \| Barakat Zainy Mohamed Esam Abdulaal \| 6 2 \| 6 2 \| \| \| \| 2 \| \| Ali Al Mayahi Abdulkarim Abdulnabi \| 2 6 \| 7 5 \| 3 6 \| \| \| 3 \| \| Ali Al Mayahi / Akram Abdalkarem Al-Saady Mohamed Esam Abdulaal / Abdulkarim Abdulnabi \| 6 3 \| 6 3 \| \| \| |                                                                            |                                                                                        |           |     |     |  |
| |                                                                            |                                                                                        | 1         | 2   | 3   |  |
| 1 | Iraq (bandiera) · Bahrein (bandiera)                                       | Barakat Zainy Mohamed Esam Abdulaal                                                    | 6 2       | 6 2 |     |  |
| 2 | Iraq (bandiera) · Bahrein (bandiera)                                       | Ali Al Mayahi Abdulkarim Abdulnabi                                                     | 2 6       | 7 5 | 3 6 |  |
| 3 | Iraq (bandiera) · Bahrein (bandiera)                                       | Ali Al Mayahi / Akram Abdalkarem Al-Saady Mohamed Esam Abdulaal / Abdulkarim Abdulnabi | 6 3       | 6 3 |     |  |

### Spareggio IX-X posto
| Kirghizistan 2 | Enghelab Sport Complex, Teheran, Iran 14 giugno 2014 Terra rossa (outdoor) | Enghelab Sport Complex, Teheran, Iran 14 giugno 2014 Terra rossa (outdoor) | Oman 1 |      |   |  |
| \| \| \| \| 1 \| 2 \| 3 \| \| \| - \| \| --------------------------------------------------------------------- \| ---- \| ---- \| - \| \| \| 1 \| \| Adilbek Mamatov Abdullah Al Barwani \| 7 62 \| 7 62 \| \| \| \| 2 \| \| Maksim Serko Younis Al Rawahi \| 5 7 \| 4 6 \| \| \| \| 3 \| \| Adilbek Mamatov / Maksim Serko Omran Al Balushi / Abdullah Al Barwani \| 6 4 \| 6 4 \| \| \| |                                                                            |                                                                            |        |      |   |  |
| |                                                                            |                                                                            | 1      | 2    | 3 |  |
| 1 | Kirghizistan (bandiera) · Oman (bandiera)                                  | Adilbek Mamatov Abdullah Al Barwani                                        | 7 62   | 7 62 |   |  |
| 2 | Kirghizistan (bandiera) · Oman (bandiera)                                  | Maksim Serko Younis Al Rawahi                                              | 5 7    | 4 6  |   |  |
| 3 | Kirghizistan (bandiera) · Oman (bandiera)                                  | Adilbek Mamatov / Maksim Serko Omran Al Balushi / Abdullah Al Barwani      | 6 4    | 6 4  |   |  |

## Verdetti
- Promosse al Gruppo II:  Zimbabwe -  Madagascar